# Mirvarid Dilbazi
Mirvarid Dilbazi   (Xanlıqlar, 19 d'agost de 1912 - Bakú, 12 de juliol de 2001) (àzeri: Dilbazi Mirvarid Paşa qızı) fou una escriptora i poeta àzeri, membre de la Unió d'Escriptors de l'Azerbaidjan des del 1934, treballadora honorària de la cultura de l'Azerbaidjan (1976), primera poeta del poble àzeri (1979). Fou premiada amb el guardó d'"Independència" (1997).

## Biografia
Fou una de les creadores més destacades de la poesia àzeri del segle xx: Mirvarid Dilbazi creà durant més de 70 anys de treball creatiu, exemples colorits de lirisme popular. Nasqué el 19 d'agost de 1912 a Musakoy (a Khanhoods). Estudià en el Departament de Llengua i Literatura-Escola Pública (API) de la Universitat Pedagògica Estatal de l'Azerbaidjan, i s'hi gradua al 1929). Després de graduar-se en l'institut, la jove poeta fou nomenada professora de literatura a l'Escola del Partit, a Guba. Mirvarid torna a Bakú dos anys després, i és cap del Departament de Manuscrits entre 1934 i 1938, a més fou traductora a la Casa editorial de l'estat de l'Azerbaidjan, entre 1938 i 1940.
El seu primer poema, "L'honor de la dona", es publicà en "Oktyabr alovları" ("Crides d'octubre") al 1927. Poemes com "Zehra", "Salvació" i "Dones" es publicaren en aquest llibre, incloent poemes escrits a finals del s. XX. Publicà set llibres de poemes en aquests anys, sis dels quals estan dedicats a la guerra civil. Fou també l'autora dels poemes "Mahsati" (1945), "Algeriana" (1961), "Partizan Aliya" (1972).
El poema "Mahsasi" narra la vida, l'activitat literària i social dels mestres famosos M. Ganjavi. El treball de "Əlcəzairli qız" (Nena d'Algèria") es basa en fets reals. Després de la Segona Guerra mundial, el moviment de llibertat en creixement en l'Est i la lluita contra el colonialisme entraren en una nova etapa. La poeta, que segueix de prop el panorama polític d'aquells anys, tria el tema per al poema de "Jemilia" i el moviment d'alliberament d'Algèria.
Els poemes de M. Dilbazi no sols són variats en els temes tractats sinó també per la diversitat de formes i l'expressió artística. Els llibres de poesia de M. Dilbazi es publiquen en els anys 70-80: Llibre de poemes (1970), Mare Ala (1972), Flor de la muntanya (1977), Capítol de Yasamen, Poemes selectes (1979), es publicà en tres volums Obres seleccionades (1982-84), que li donaren el títol de "Poeta del Poble de l'Azerbaidjan".
Va morir el 12 de juliol de 2001, als 88 anys.

## Premis
- Dues vegades, l'Orde Şərəf Nişanı
- 1982: Orde de la Bandera Roja del Treball de l'RSS de l'Azerbaidjan[1]
- Orde Istiglal[6]
- 1979: Poeta del poble de l'RSS de l'Azerbaidjan[7]"

## Llibres

### Llibres publicats fins a la guerra
- Bizim səsimiz (La nostra veu) 1934
- İlk bahar (Primera primavera) 1937

### Llibres dedicats al tema de la guerra
- Döyüş mahnıları (Cançons de batalla) 1941
- Kamal 1942
- Ağarzayev 1942
- Neft (Oli) 1942
- Vətən işqi (Amor a la pàtria) 1942
- Qoçaq ataların qoçaq övladlarına (Als valents fills de valents avantpassats) 1942
- Xatirələr (Records) 1945

### Llibres publicats en períodes posteriors
- Sənətkarın xəyalı (El somni del ballarí) 1948
- "Seçilmiş şerlər" (Poemes seleccionats) 1957
- Məhəbbət bizimlə qoşa doğulur (L'amor naix amb nosaltres). Bakú: Gənclik, 1959, 227 p.
- Şerlər. Bakú: Azərnəşr, 1962, 22 p.
- Xatirələr olan yerdə 1964
- Həyat lövhələri 1967
- Bənövşələr üşüyəndə 1970
- Ana qanadı (şeirlər, poemalar və hekayələr). Bakú: Gənclik, 1972, 489 p.
- Yasəmən fəsli 1976
- Donağ çiçəyi. Bakú: Gənclik, 1977, 320 p.
- Seçilmiş əsərləri (üç cilddə) 1981-1983. Bakú: Yazıçı, v. I, 324 p.; v. II, 336 p.; v. III, 218 p.
- Qar çiçəkləri (şeirlər, poemalar, pyeslər). BakúI Gənclik, 1984, 280 p.
- Durnalar ötüşəndə. Bakú: Yazıçı, 1989, 272 p.
- Çiçəkdən-çiçəiə. Bakú: Gənclik, 1991, 287 p.
- Seçilmiş əsərləri. Bakú: Lider, 2004, 278 p.

### Llibres per a xiquets
- Nağıllar (Contes) 1940
- Şerlər (Poemes) 1951
- Kiçik dostlarıdt. (Els meus petits amics) 1956
- Gülbahar 1957
- Yaz gəlir (Bahar nəğmələri) (La primavera està arribant, cançons de primavera) 1968
- Lalənin ağacları (Arbusts de tulipes) 1970
- Abşeron bağlarında (hekayələr, kiçik və orta jaşlı məktəblilər üçün) [En els Jardins Absheron (contes, per a alumnes d'edat petita i mitjana)]. Bakú: Joventut, 1984, 96 p.

## Literatura
- Ə. Əhmədova. Bu ellərə vurulmuşam (He estat assassinat a tirs). Bakú: Yazıçı, 1978, 79 p.
- H. Həmidova. Mirvarid Dilbazi: Biblioqrafik göstəricilər (Mirvarid Dilbazi: indicadors bibliogràfics). Bakú: M. F. Axundov kitabxanasının nəşriyyatı, 1990, 130 p.
- B.Nəbiyev. Söz ürəkdən gələndə (Quan la paraula ve del cor). Bakú: Yazıçı, 1984, 282 p.
- H.Əliyev. Xalq şairi Mirvarid Dilbazinin 85 illiyinə həsr olunmuş təntənəli yubiley gecəsində Azərbaycan Respublikasının Prezidenti Heydər Əliyevin nitqi//Azərbaycan qəzeti, 1998, 25 aprel, p. 2-4.
- Són mənzil: (Xalq şairi Mirvarid Dilbazi ilə vida mərasimi)//Azərbaycan qəzeti, 2001, 13 iyul, p. 3.
- Z.Şahsevənli. Gözü jaşlı bənövşə: (Xalq şairi Mirvarid Dilbazi haqqında)//Günay qəzeti, 2005, 3 sentyabr, p. 10.

## Obres enrus
- Вспоминаю вас (стихи). Баку: Азернешр, 1964, 51 стр. (Et recordo, versos). Bakú: Azerneshr, 1964, 51 p.
- Яблоневая ветка. Москва: 1965, 151 стр. (Branca d'arbre de poma). Moscou: 1965, 151 p.

## Creativitat (poema)
| « | Hospital Quatre parets Un sostre, Un pis. Un també En el meu cor, Tristor Les esperances del demà... ¿Si demà és com hui?... | » |